# Centrale thermique de Velilla
Pour les articles homonymes, voir Velilla (homonymie).
La Centrale thermique de Velilla était une installation thermoélectrique de cycle conventionnel au charbon située sur la rivière Carrión, dans la municipalité de Velilla del Río Carrión de la province de Palencia (Espagne). Elle est composée de deux groupes thermiques de 350  et   148 MW. Elle est la propriété de la société Iberdrola.

## Historique

### Construction

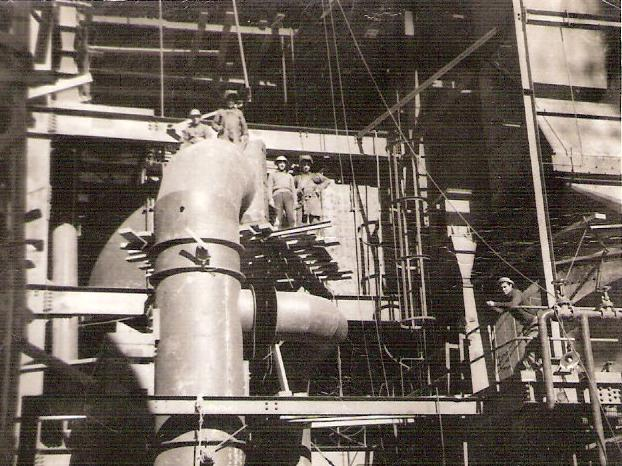
Un groupe d'ouvriers à l'œuvre durant la construction de la centrale, en 1962.

La construction d'une centrale thermique dans la région été entreprise au début des années 1960 pour exploiter la production de charbon du bassin de Palencia (es). Pour ce projet, les sociétés Iberduero et Electra de Viesgo (es) se sont associées dans la coentreprise Terminor (aussi connue sous son nom officiel de Centrales Térmicas del Norte de España, S. A.) pour l'implanter sur le bord de la rivière Carrión, dans la municipalité de Velilla del Río Carrión, dans la province de Palencia.
Terminor construit un village adjacent à la centrale pour héberger les ingénieurs et techniciens américains qui ont participé aux travaux de construction et un petit barrage sur le Carrión, le barrage Villalba, afin de garantir une quantité suffisante d'eau de refroidissement. Les travaux ont été compliqués par des contraintes de transport. Le déplacement de la turbine General Electric à partir du port de Bilbao a requis quelques camions aux dimensions énormes qui ont eu de la difficulté à emprunter les routes sinueuses de l'époque.  Après plusieurs années de travail, le premier groupe, d'une puissance de 148 MW, est mis en service en juin 1964. Il est exploité par Terminor.

### Modernisation
Dans les années 1980, les partenaires décident d'agrandir les installations de Velilla. Un deuxième groupe d'une puissance installée de 350 MW est mis en service en octobre 1984. Les travaux d'agrandissement s'accompagnent de la construction d'une tour de refroidissement. Cette installation n'avait pas été nécessaire pour le groupe 1, qui est refroidi par un système de refroidissement à l'eau en circuit ouvert. À la même occasion, le chemin de fer de La Robla met en service une nouvelle branche de sa ligne, pour relier Gardo directement à la centrale afin de faciliter les livraisons de charbon. Iberduero devient propriétaire de la participation d'Electra de Viesgo dans Terminor peu avant la mise en service du deuxième groupe, en juin 1984.

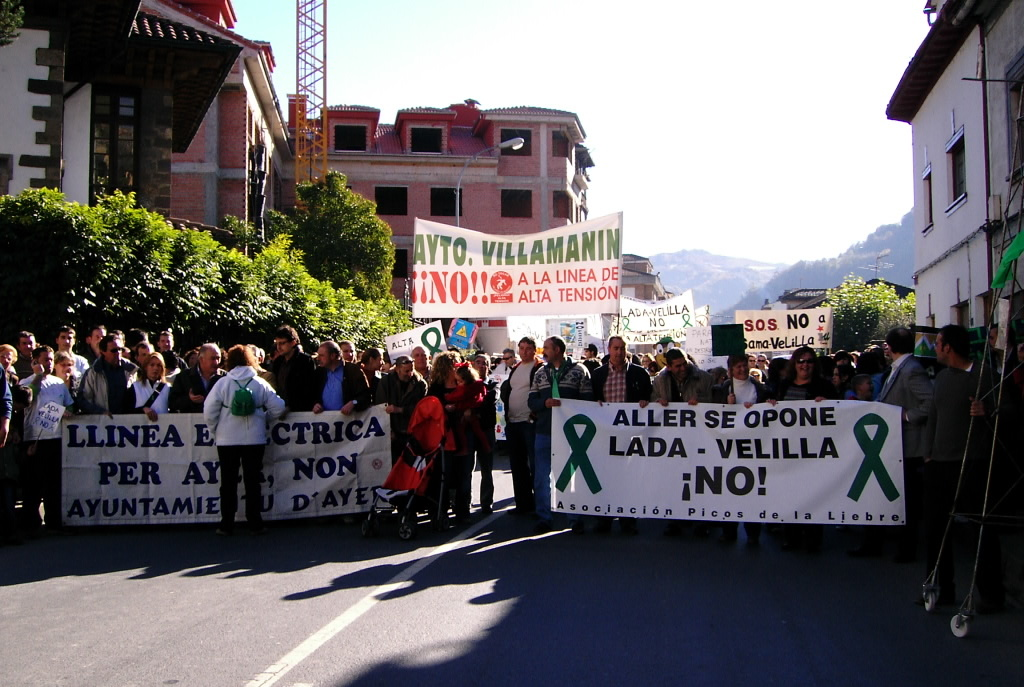
Manifestation contre la ligne Sama-Velilla, en novembre 2007.

La centrale obtient la certification de qualité ISO 9001 de l'AENOR en 2004, devenant la première de trois centrales thermiques d'Iberdrola à compléter le processus.
En 2005, le ministère espagnol de l'Industrie autorise Red Eléctrica de España (REE) à construire une ligne à haute tension à double terne de 400 kV entre la centrale thermique de Velilla et celle de Lada, à Sama, dans les Asturies. Le tracé de la ligne de 124 km, qui traverse une réserve de biosphère reconnue par l'Unesco suscite toutefois un fort mouvement d'opposition, ce qui en empêche la réalisation.
En 2008, la centrale se conforme aux nouvelles normes d'émissions atmosphériques en installant un système de désulfuration qui réduit les émissions de SO2 de 97 % et celles de particules en suspension de 80 %.

## Fonctionnement

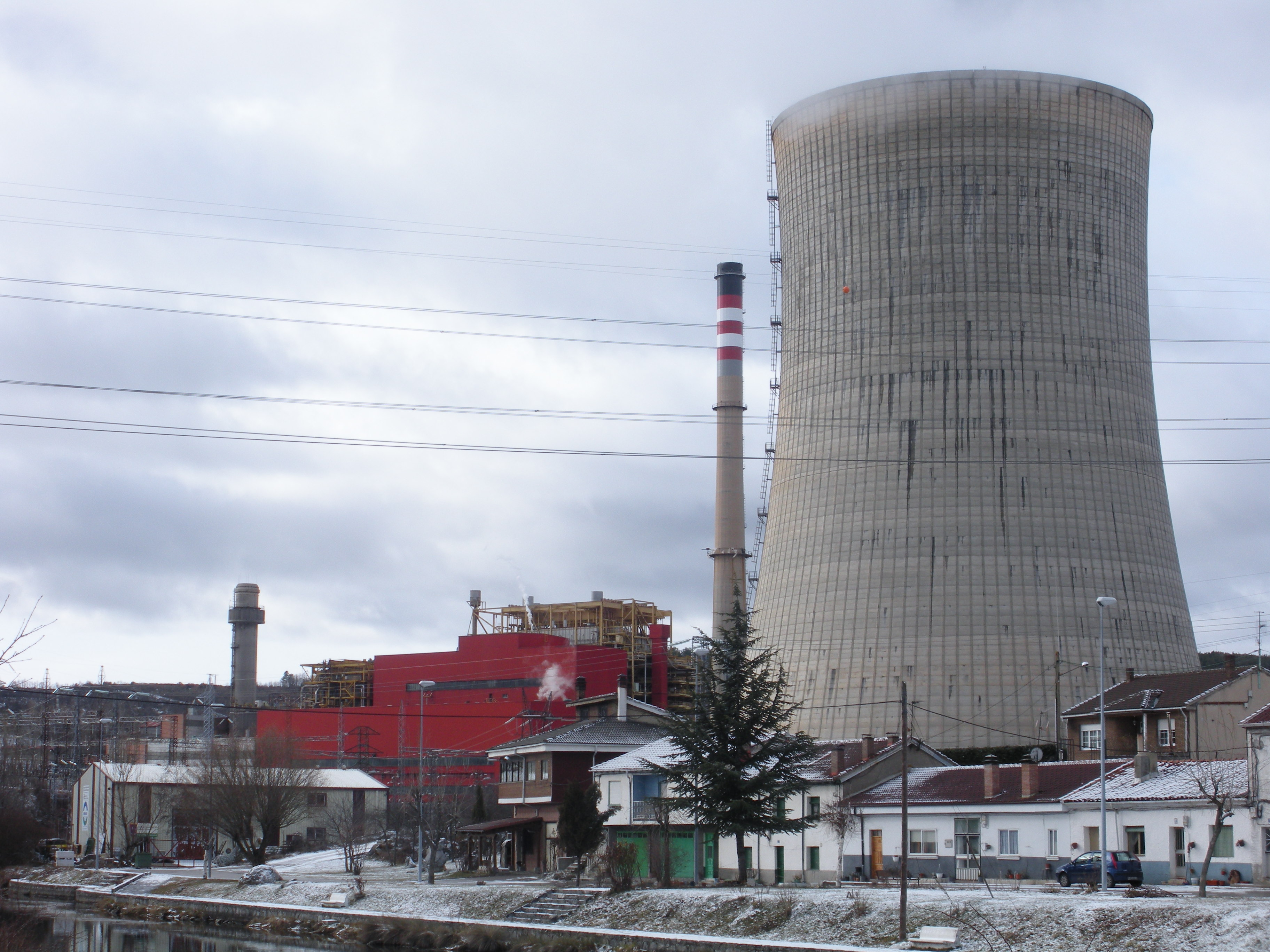
Vue de la centrale de Velilla qui permet de constater sa proximité avec le noyau urbain.

La centrale thermique de Velilla a été conçue pour fonctionner au charbon, plus précisément un mélange de fioul et d'anthracite dans les proportions respectives de 30 % et 70 %. Au cours de ses premières années d'exploitation, le charbon provenait des gisements de Sabero, de Guardo et de La Pernía, situés à proximité, mais depuis les années 1990, la centrale utilise du charbon importé qui arrive en Espagne par les ports de Santander ou de celui du Musel, à Gijón.
Le charbon est livré à la centrale par train ou en camion. Deux aires de stockages sont aménagées sur le site, l'une pour l'anthracite et l'autre pour le fioul et le gasoil. La capacité de stockage est d'environ 1 million de tonnes.
La production brute de la centrale au cours des dernières années est la suivante :
| 2003    | 2004    | 2005    | 2006    | 2007    | 2008    |
| ------- | ------- | ------- | ------- | ------- | ------- |
| 2 513,3 | 3 549,5 | 2 969,7 | 2 368,6 | 2 884,0 | 1 037,0 |

L'énergie produite par le groupe 1 est destinée aux postes de Herrera de Pisuerga, de Villalbilla de Burgos, de Mataporquera, de Riaño, de Navatejera et de Nansa. La production du groupe 2 est destinée à Molledo, La Robla, Herrera de Pisuerga et Lada.